# Андреј Сахаров
Андреј Дмитријевич Сахаров (рус. Андре́й Дми́триевич Са́харов; Москва, 21. мај 1921 — Москва, 14. децембар 1989) био је совјетски нуклеарни физичар, дисидент и борац за људска права. Познат је као један од твораца совјетске хидрогенске бомбе, а потом и најјачег оружја икада произведеног — совјетске Цар бомбе.
Крајем 1960-их је почео да критикује совјетску службену политику, па се повезао са борцима за људска права. Добио је Нобелову награду за мир 1975. године, али је није могао преузети. Године 1980. ухапшен је и смештен у интерни егзил у Горки, одакле је пуштен 1986. године по наређењу Михаила Горбачова.
Њему у част је 1985. године основана награда Сахаров, Европског парламента за људе и организације посвећене раду на људским правима и слободама. Додељује се једном годишње. Иницијатор је оснивања „Меморијала“ 1988. године.

### Књиге
- Sakharov, Andrei (1974). Sakharov speaks. Collins: Harvill Press. ISBN 978-0-00-262755-9.
- Sakharov, Andrei (1975). My country and the world. Knopf. ISBN 978-0-394-40226-0.
- Sakharov, Andrei (1978). Alarm and hope. The world-renowned Nobel laureate and political dissident speaks out on human rights, disarmament, and détente. Knopf. ISBN 978-0-394-50369-1.
- Sakharov, Andrei (1982). Collected scientific works. Marcel Dekker Inc. ISBN 978-0-8247-1714-8.
- Sakharov, Andrei (1991). Moscow and beyond: 1986 to 1989. Knopf Doubleday Publishing Group. ISBN 978-0-394-58797-4.
- Sakharov, Andrei (1992). Memoirs. Vintage. ISBN 978-0679735953.
- Сахаров, Андрей (1996). Воспоминания. В 2 томах [Memoirs. In 2 volumes] (на језику: руски). Vol. 1. Moscow: Права человека. ISBN 978-5-7712-0011-8.
- Сахаров, Андрей (1996). Воспоминания. В 2 томах [Memoirs. In 2 volumes] (на језику: руски). Vol. 2. Moscow: Права человека. ISBN 978-5-7712-0026-2.

### Чланци и интервјуи
- Sakharov, Andrei (1968). Thoughts on progress, peaceful coexistence and intellectual freedom. Foreign Affairs Publishing Company. ISBN 978-0-900380-03-7.
- Sakharov; Andrei (22. 7. 1968). „Thoughts on progress, peaceful coexistence and intellectual freedom” (PDF). The New York Times. Архивирано (PDF) из оригинала 13. 1. 2013. г.
- Sakharov, Andrei (пролеће 1969). „Here and there: the threat of nuclear war”. American Scientist. 57 (1): 167—171. JSTOR 27828445.
- Sakharov, Andrei (1974). О письме Александра Солженицына "Вождям Советского Союза" [On Alexander Solzhenitsyn's "A Letter to the Soviet Leaders"] (на језику: руски). New York: Khronika. OCLC 2326203.
- Sakharov, Andrei; Tverdokhlebov, Andrei; Albrecht, Vladimir (28. 5. 1974). „USSR. The chronicle of current events”. Index on Censorship. 3 (3): 87. doi:10.1080/03064227408532355.
- Sakharov, Andrei (новембар 1975). „The need for an open world: Andrei Sakharov calls on scientists to intensify the campaign for a nuclear weapons ban and full disarmament”. Bulletin of the Atomic Scientists: 8—9.
- Sakharov, Andrei; Turchin, Valentin; Medvedev, Roy (6. 6. 1970). „The need for democratization”. The Saturday Review: 26—27.
- Sakharov, Andrei; Turchin, Valentin; Medvedev, Roy (лето 1970). „An open letter”. Survey: 160—170.
- Sakharov, Andrei (лето 1972). „Memorandum”. Survey: 223—233.
- Sakharov, Andrei (пролеће 1973). „Statement by the Human Rights Committee”. Survey: 271—273.
- Sakharov, Andrei (децембар 1973). „Interview with Swedish RTV”. Index on Censorship. 2 (4): 13—17. doi:10.1080/03064227308532263.
- Sakharov, Andrei (децембар 1973). „The Deputy Prosecutor‐General and I”. Index on Censorship. 2 (4): 19—23. doi:10.1080/03064227308532264.
- Sakharov, Andrei (децембар 1973). „Press conference”. Index on Censorship. 2 (4): 25—29. doi:10.1080/03064227308532265.
- Sakharov, Andrei (децембар 1973). „Reply to critics”. Index on Censorship. 2 (4): 29—30. doi:10.1080/03064227308532266.
- Sakharov, Andrei (January—March 1974). „Reply to oppression”. Rivista di Studi Politici Internazionali. 41 (1): 47—54. JSTOR 42733796. Проверите вредност парамет(а)ра за датум: |date= (помоћ)
- Sakharov, Andrei (21. 3. 1974). „How I came to dissent”. The New York Review of Books.
- Sakharov, Andrei (13. 6. 1974). „In answer to Solzhenitsyn”. The New York Review of Books.
- Sakharov, Andrei (март 1975). „Sakharov's statement on Jackson amendment”. Index on Censorship. 4 (1): 73—74. doi:10.1080/03064227508532405.
- Sakharov, Andrei (јун 1976). „Peace, progress and human rights”. Index on Censorship. 5 (2): 3—9. doi:10.1080/03064227608532514.
- Sakharov, Andrei (9. 2. 1978). „The death penalty”. The New York Review of Books.
- Sakharov, Andrei (фебруар 1978). „Letter from Sakharov and Meiman”. Nature. 271 (5645): 499. Bibcode:1978Natur.271..499S. doi:10.1038/271499c0.
- Sakharov, Andrei (јесен 1978). „The human rights movement in the USSR and Eastern Europe: its goals, significance, and difficulties”. Trialogue (19): 4—7, 26—27.
- Sakharov, Andrei (децембар 1980). „USSR: Sakharov's plea for poets”. Index on Censorship. 9 (6): 64. doi:10.1080/03064228008533146.
- Sakharov, Andrei (мај 1981). „The responsibility of scientists”. Nature. 291 (5812): 184—185. Bibcode:1981Natur.291..184S. doi:10.1038/291184a0.
- Sakharov, Andrei (јун 1981). „The social responsibility of scientists”. Physics Today. 34 (6): 25—30. Bibcode:1981PhT....34f..25S. ISSN 0031-9228. doi:10.1063/1.2914603.
- Sakharov, Andrei (октобар 1981). „The responsibility of scientists”. Quadrant. 25 (10): 18—21. ISSN 0033-5002.
- Sakharov, Andrei (јесен 1981). „An autobiographical note”. The Partisan Review: 511—513.
- Sakharov, Andrei (21. 1. 1982). „Letter to my foreign colleagues”. The New York Review of Books.
- Sakharov, Andrei; Meiman, Naum (March—April 1982). „The plight of Yuri Orlov”. Harvard International Review. 4 (6): 50. JSTOR 42762207. Проверите вредност парамет(а)ра за датум: |date= (помоћ)
- Sakharov, Andrei (лето 1982). „An appeal”. The Partisan Review: 480—482.
- Sakharov, Andrei (јун 1983). „A message from Gorky”. Bulletin of the Atomic Scientists. 39 (6): 2—3. doi:10.1080/00963402.1983.11458999.
- Sakharov, Andrei (лето 1983). „The danger of thermonuclear war. An open letter to Dr. Sidney Drell” (PDF). Foreign Affairs. 61 (5): 1001—1016. JSTOR 20041632. doi:10.2307/20041632. Архивирано (PDF) из оригинала 16. 3. 2016. г.
- Sakharov, Andrei (21. 7. 1983). „A reply to slander”. The New York Review of Books.
- Sakharov, Andrei (1. 3. 1984). „A letter to my scientific colleagues”. The New York Review of Books.
- Sakharov, Andrei (16. 3. 1987). „Of arms and reforms”. Time.
- Sakharov, Andrei (13. 8. 1987). „On accepting a prize”. The New York Review of Books.
- Sakharov, Andrei (25. 2. 1988). „A man of universal interests”. Nature. 331 (6158): 671—672. Bibcode:1988Natur.331671S Проверите вредност параметра |bibcode= length (помоћ). doi:10.1038/331671a0.
- Sakharov, Andrei (22. 12. 1988). „On Gorbachev: a talk with Andrei Sakharov”. The New York Review of Books.
- Sajarov, Andrei; Bonner, Elena (1989). „Al simposio de Madrid sobre las relaciones comerciales y económicas Este-Oeste” [Madrid symposium on East-West trade relations and economics]. Política Exterior (на језику: Spanish). 3 (12): 45—47. JSTOR 20642878.
- Sakharov, Andrei (17. 8. 1989). „A speech to the People's Congress”. The New York Review of Books. 36 (13): 25—26.
- Sakharov, Andrei (1990). „We cannot do without nuclear power plants, but ...”. World Marxist Review. 33: 21—22. ISSN 0043-8642.
- Sakharov, Andrei (21. 5. 1990). „Sakharov: Sakharov and Solzhenitsyn: a difference in principle”. Time.
- Sakharov, Andrei (21. 5. 1990). „Sakharov: years in exile”. Time.
- Sakharov, Andrei (јул 1999). „Lecture in Lyons: science and freedom”. Physics Today. 52 (7): 22—24. Bibcode:1999PhT....52g..22S. ISSN 0031-9228. doi:10.1063/1.882746.